# Winkeleisen

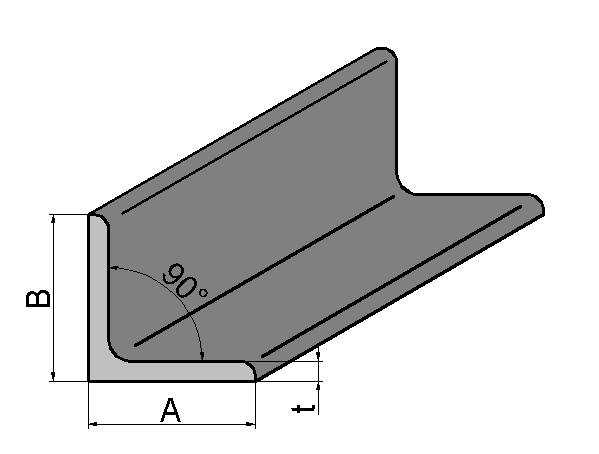
Zeichnung Winkeleisen

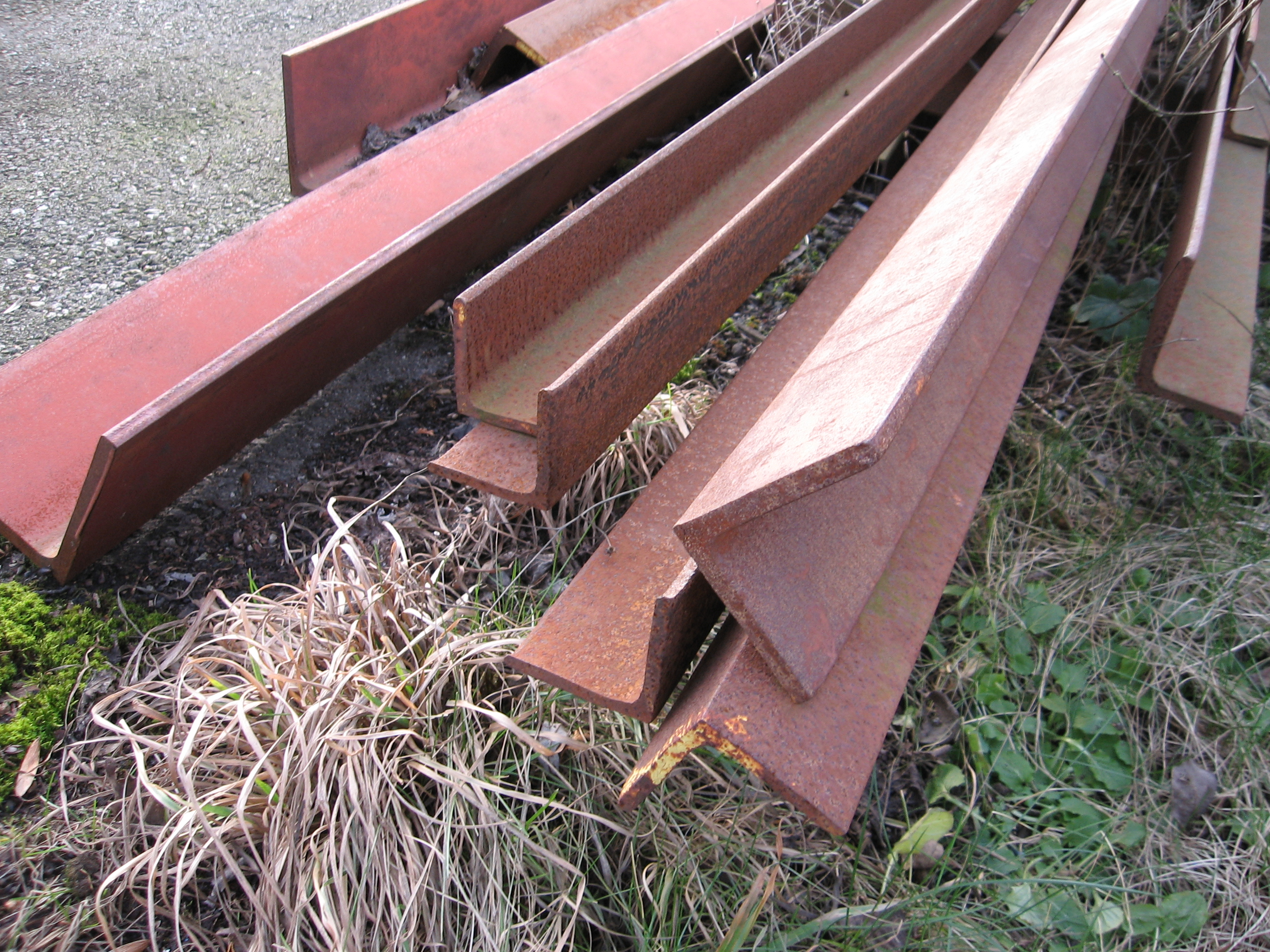
Winkeleisen

Ein Winkeleisen oder L-Profil (90°-Winkelträger) bezeichnet einen Profilstahl (meist aus Walzstahl), dessen Flansche (Seiten) gleichschenkelig oder ungleichschenkelig sein können. Dieses Halbzeug wird statisch als gerades  Tragwerk im Bauwesen oder im Metallbau, z. B. für Gitter, Tore etc. verwendet. Häufig wird es auch als Lehre zum Messen beim Richten eingesetzt. Kurze Abschnitte können auch als Winkelverbinder bezeichnet werden.
Beschrieben wird der Stahl durch seine Abmessungen: Schenkellängen A und B, Materialstärke, Länge des Abschnittes, Werkstoffart.
Weitere Formen sind: T-Profil, U-Profil, H-Profil, oder einfacher Bandstahl.